# Zoerab Chizanisjvili
Zoerab Chizanisjvili (Georgisch: ზურაბ ხიზანიშვილი) (Tbilisi, 6 oktober 1981) was een Georgisch profvoetballer die uitkwam voor het Engelse Blackburn Rovers in de Premier League. Van januari 2010 tot midden 2011 speelde hij echter op huurbasis voor Reading FC. Hij is de zoon van voormalig Sovjet-speler Nodar Chizanisjvili.

## Clubcarrière

### Vroegste deel
Chizanisjvili begon zijn carrière bij Dinamo Tbilisi, waar hij maar één seizoen bleef tot hij overstapte naar FK Tbilisi om zijn kans op een basisplaats te vergroten. Ook bij FK Tbilisi bleef hij niet lang, na één seizoen ging hij naar Lokomotivi Tbilisi. Bij deze club trok hij de aandacht van een aantal Europese topclubs, maar toen raakte hij ernstig geblesseerd aan zijn knie en dropen deze clubs af en zijn contract werd niet verlengd. Hij zou waarschijnlijk geen club krijgen, want Arsenal FC, Fulham en West Ham United hoefden hem niet meer.

### Schotland
Toen was daar toch plotseling Dundee United dat Chizanisjvili wel wilde hebben. Hij maakte zeer snel veel indruk en in 2003 ruilde Dundee hem met Rangers FC voor de oud-Blackburn Rovers verdediger Lorenzo Amoruso. Hoewel hij bij deze club wel veel speelde, viel hij toch uit de smaak en in 2005 mocht hij verhuurd worden aan Blackburn Rovers.

### Engeland
In 2006 tekende Chizanisjvili een officieel contract bij Blackburn Rovers. Hij is, nu hij uiteindelijk toch in Ewood Park speelt, een belangrijke speler in het team van trainer Sam Allardyce. Vaak speelt hij als centrale verdediger. Hij is ook inzetbaar op de flanken. Sinds 2009 is hij basisspeler af. Sindsdien werd hij verhuurd aan Newcastle United en Reading FC.

## Interlandcarrière
Chizanisjvili speelde sinds 1999 in het nationale team van Georgië. Hij kwam tot 92 interlands en scoorde één keer voor zijn vaderland.